# Nevada State Route 374
Nevada State Route 374 (ook SR 374 of Death Valley Road) is een veertien kilometer lange state route in de Amerikaanse staat Nevada, die van Beatty naar de buitengrens van Death Valley National Park loopt. De gehele state route is gelegen binnen Nye County. State Route 374 begint bij een kruising met U.S. Route 95 in de plaats Beatty en gaat vervolgens door de Amargosa Desert naar de buitengrens van Death Valley, waar de weg doorgaat onder de naam Death Valley Road. Daartussen komt de weg dicht bij de spookstad Rhyolite. Dagelijks rijden er (afhankelijk van de locatie) gemiddeld tussen de 250 en 350 voertuigen over de weg (2013).
De stond voor het eerst als state route op de kaart in 1937 en had toen het nummer 58. In 1976 werd de nummering van de wegen in Nevada veranderd, waardoor de state route zijn huidige nummer, 374, kreeg.